# 大谷家住宅 (豊川市)
大谷家住宅（おおたにけじゅうたく）は、愛知県豊川市足山田町下平100・101にある邸宅。主屋は1916年（大正5年）に建てられ、大正初期の農家建築としては先進的な中廊下型の住宅とされる。主屋、土蔵、米蔵、渡廊下が登録有形文化財。

## 歴史
本宮山の山麓に位置する。大谷家は江戸時代前期からこの地に住んでおり、尾張国宝飯郡足山田村の庄屋を務めた家である。
大正天皇の御即位を記念して、1916年（大正5年）1月9日に主屋、土蔵、渡廊下が建てられた。米蔵も主屋などと同じ1916年（大正5年）竣工と伝わるが、資産税の課税評価上においては1928年（昭和3年）竣工とされる。
2017年（平成29年）10月27日、主屋、土蔵、米蔵、渡廊下が登録有形文化財に登録された。

## 建築
- 主屋 - 木造2階建一部地下1階、瓦葺[2]。建築面積249㎡[2]。1916年（大正5年）竣工、1994年（平成6年）改修、2006年（平成18年）改修[2]。
- 土蔵 - 土蔵造2階建、瓦葺[2]。建築面積22㎡[2]。1916年（大正5年）頃竣工[2]。
- 米蔵 - 鉄筋コンクリート造2階建[2]。建築面積23㎡[2]。1928年（昭和3年）頃竣工[2]。
- 渡廊下 - 木造平屋建、銅板葺[2]。建築面積2.5㎡[2]。1916年（大正5年）頃竣工、1994年（平成6年）改修[2]。